# François-Jacques Delannoy
Pour les articles homonymes, voir Delannoy.
François-Jacques Delannoy ou François Jacques de Lannoy est un architecte français, né à Paris le 24 octobre 1755 et mort à Sèvres le 27 juillet 1835.
Il est le père de l'architecte Marie-Antoine Delannoy (1800-1860), grand prix de Rome d'architecture en 1828.

## Biographie
François-Jacques Delannoy est l'élève de Jacques-Denis Antoine, l'architecte de l'hôtel de la Monnaie à Paris.
Il reçoit le grand prix de Rome en 1779 avec Jacques-Pierre Gisors sur un projet de Muséum des arts. Il part alors à Rome où il séjourne pendant trois années,.
Pendant son séjour à l'Académie de France à Rome, jusqu'en 1783, a dessiné notamment les planches montrant le Palazzo Farnese de Caprarola pour les ouvrages de l’Histoire de l’art rédigée par l'historien de l'art français Jean Baptiste Louis Georges Seroux d'Agincourt.
De retour à Paris, Delannoy lui envoie des relevés de l'église Saint-Étienne-du-Mont et de la cathédrale Notre-Dame de Paris. Il travaille de nouveau avec l'architecte Antoine dont il épouse la nièce en 1792. Il exécute les dessins des plans détaillés qui accompagnent le livre de M. Iberti, Observations générales sur les hôpitaux, suivies d'un projet d'hôpital, publié en 1788.
Il est l'architecte du Théâtre de la République (Opéra) et du magasin des Fêtes nationales.
La Commission du Muséum des arts, actuel musée du Louvre, est remplacée par le premier conservatoire le 27 nivôse de l'an II  qui reste en place jusqu'au 15 thermidor de l'an II (2 août 1794). Il est composé par les peintres Jean-Honoré Fragonard, Jean Bonvoisin, Pierre-Étienne Le Sueur, Jean-Michel Picault et Jean-Baptiste Wicar, les sculpteurs Robert-Guillaume Dardel et Antoine-Léonard Dupasquier, les architectes Julien-David Leroy et François-Jacques Delannoy, ainsi que par le « littérateur » Casimir Varon. Ce conservatoire est modifié après la séance de la Convention du 15 thermidor an II qui élimine Le Sueur et Wicar. Un second conservatoire est nommé le 1er floréal an III (20 avril 1795) auquel il ne participe pas.
Ses souvenirs mentionnent qu'il devait construire deux monuments pour orner l'entrée du palais des Tuileries à l'endroit où se trouve aujourd'hui l'arc de triomphe du Carrousel. Ce monument dont la construction avait été décidé au plus fort de la Terreur devait abriter des statues représentant la Liberté et l'Égalité sur des piédestaux. Le projet a été approuvé le 27 messidor an II (15 juillet 1794) par Barrière, Billaud-Varenne et Carnot. La fin du Directoire a entraîné l'abandon de ce projet. François-Jacques Delannoy a été plus heureux avec son projet de piédestaux pour poser les Chevaux de Marly sculptés par Coustou et placés à l'entrée de l'avenue des Champs-Élysées sur la place de la Concorde.
En 1807, il commence la construction du grenier de réserve à l'emplacement de l'ancien arsenal, boulevard Bourdon, mais les travaux sont arrêtés et ne reprennent qu'après 1814.
Entre 1811 et 1828, il est l'architecte chargé de l'entretien des bâtiments de la Bibliothèque impériale, puis du Roi.
La Banque de France est créée le 22 avril 1806. Elle est d'abord installée dans l'hôtel situé à l'angle de la rue d'Aboukir et de la place des Victoires. L'hôtel de la Vrillières où se trouve aujourd'hui la Banque de France était occupé par l'Imprimerie nationale. Delaunnoy est chargé en 1811 de disposer l'hôtel de la Vrillières pour y installer la Banque.
Le Conservatoire de musique est fondé le 3 août 1795 (16 thermidor an III). Il est installé le 22 octobre 1796 dans les bâtiments de l'ancienne école royale de chant et de déclamation, l'hôtel des Menus-Plaisirs, à l'angle de la rue Bergère et de la rue du Conservatoire. En 1806, François-Antoine Habeneck créé l'orchestre des élèves qui a donné de nombreux concerts. En 1811, Delannoy est chargé de construire la salle de concert du conservatoire.
En 1812, il construit au Temple la façade du ministère des Cultes, qui a ensuite été détruit.
Il est aussi architecte de l'École polytechnique, des portes Saint-Denis et Saint-Martin, de l'hôtel Vaucanson.
Louis-Emmanuel-Aimé Damesme a édifié le théâtre Olympique entre le no 39 de la rue de Châteaudun et la rue de la Victoire. François-Jacques Delannoy a transformé le bâtiment en immeuble d'habitation en 1816.
Il réalise la galerie Vivienne à partir de 1823 ; elle est inaugurée en 1826.
Il travaille sur le Théâtre royal italien en 1825.
François-Jacques Delannoy est nommé chevalier de la Légion d'honneur en août 1831.
Selon le souhait de Michel Brézin, il fait ensuite les plans de l'hospice de la Reconnaissance, ou hospice Brézin, route de Versailles, à Garches. À sa mort, l'architecte Martin-Pierre Gauthier, prix de Rome en 1810, est chargé de le réaliser d'après ses plans, entre 1837 et 1846.
Aux ouvrages qu'il a réalisé, il faut ajouter les nombreux ouvrages pour lesquels Delannoy avait conçu des projets qu'il n'a pas pu concrétiser : l'église de la Madeleine, l'agrandissement de la bibliothèque royale, la restauration du palais de justice de Dijon, l'hôtel de préfecture de Bar-le-Duc.

## Publications
- Iberti, Observations générales sur les hôpitaux, suivies d'un projet d'hôpital, Londres, 1788, avec les plans détaillés de François-Jacques Delannoy (lire en ligne)
- François-Jacques Delannoy, Souvenirs de la vie et des ouvrages de F.-J. Delannoy, architecte, Imprimerie de A. Everat, Paris, 1839